# Leon Górecki
Leon Górecki (ur. 27 marca 1922 w Ostrowie Wielkopolskim, zm. 12 marca 1983 w Warszawie) – polski aktor i choreograf teatralny, pedagog.
Od 1945 przez rok był wolnym słuchaczem w Państwowej Wyższej Szkole Teatralnej w Łodzi, a następnie wyjechał do Gdyni gdzie uczęszczał do studium teatralnego prowadzonego przez Iwo Galla, równocześnie grał w Teatrze Wybrzeże. Po ukończeniu nauki w 1949 wyjechał do Łodzi, gdzie dołączył do zespołu Teatru im. Stefana Jaracza. W 1953 przeniósł się do warszawskiego Teatru Ludowego i występował tu przez cztery sezony, a następnie zamieszkał we Wrocławiu. Na dwanaście lat związał się z Teatrem Pantomimy, gdzie oprócz występów aktorskich  pełnił funkcję kierownika studia i asystenta Henryka Tomaszewskiego. W 1970 powrócił do Warszawy i podjął pracę wykładowcy w Państwowej Wyższej Szkole Teatralnej, ponadto zajmował się opracowywaniem układów choreograficznych do przedstawień wystawianych w wielu teatrach. W 1976 powrócił do gry aktorskiej, występował na scenie Teatru na Woli w Warszawie. 
Swoje doświadczenia pedagogiczne zawarł w książce "Teoria i metodyka ćwiczeń ruchowych aktora".